# ČZ 250 typ 475
ČZ 250 typ 475 Sport T je dvoumístný motocykl, vyvinutý Českou zbrojovkou Strakonice, vyráběný v letech 1961–1965.
Vychází z menšího modelu ČZ 175 typ 470 Sport, s nímž je kromě motoru prakticky shodný (stejnou má i převodovku, spojku a zapalování). Disponuje samozřejmě vyšším výkonem. Od běžnější (konkurenční) dvěstěpadesátky Jawy (soudobý model 559) se lišil mj. kulatým profilem rámu místo hranatého, jedním výfukem místo dvou, znakem ČZ na nádrži a celkově menšími rozměry. Díky nižší váze, rozdílné převodovce a jinému průběhu výkonu, je ve srovnání se stejně výkonnou Jawou svižnější. Motor konstrukčně vychází z modelu ČZ 175 typ 450 (liší se pouze válcem, hlavou, klikovým hřídelem a částečně upravenými kartery), což je příčinou nižší životnosti. Nejvíce poddimenzované je uložení klikového hřídele v bloku motoru (časté vymačkávání uložení ložisek).
Běžné provedení s 16" koly neslo označení 455.
Dvoudobý, vzduchem chlazený jednoválec 246 cm³ se čtyřstupňovou převodovkou, sekundární převod řetězem.

## Technické parametry
- Rám: trubkový, ocelový, svařovaný
- Suchá hmotnost: 121 kg
- Maximální rychlost: 115 km/h
- Spotřeba paliva: